# TMEM1
TMEM1‏ (Trafficking protein particle complex 10) هوَ بروتين يُشَفر بواسطة جين TMEM1 في الإنسان.